# Ларрі Корея
Ларрі Корея (англ. Larry Correia) — американський фентезі письменник, відомий за свої серії Мисливець на монстрів (англ. Monster Hunter) та Хроніки ґрімнуару (англ. Grimnoir Chronicles).

## Кар'єра
Перший роман написаний Корея, Monster Hunter International, незважаючи на те, що був само-виданим, досяг списку бестселерів журналу the Entertainment Weekly у квітні 2008 року, після чого він отримав контракт на видання від Baen Books. Monster Hunter International був перевиданий у 2009 році та був у списку бестселерів часопису Locus у листопаді того ж року. Сиквел, Monster Hunter Vendetta, був у списку бестселерів New York Times. Третю книгу у серії, Monster Hunter Alpha, видали у липні 2011, і вона також потрапила до списку бестселерів New York Times. Корея був фіналістом нагороди ім'я Джона В. Кемпбела для найкращого нового автора наукової фантастики/фентезі зимою 2011 року. Межа Війни (англ. Warbound), третя книга у серії Хроніки ґрімнуару, отримала номінацію на Премію Г'юго за найкращий роман у 2014 році. Книга  Monster Hunter Nemesis була обрана фіналістом Премії Г'юго за найкращий роман у 2015, але Корея відхилив номінацію.
Серія Dead Six розпочалася як співпраця через онлайн з Майком Купарі (англ. Mike Kupari) (Nightcrawler) на онлайн форумі присвяченому зброї «The High Road» як серія постів «Welcome Back Mr Nightcrawler». Ці праці передували видавництву Monster Hunter International видавництвом Baen.
Праці Корея використовують сильні магічні теми та часто містять у собі міфічних монстрів, таких як вампіри та переверті. Його історії орієнтовані на екшн та відзначені за деталізовану точність використання вогнепальної зброї.

## Особисте життя
Корея живе у Юті, колись був бухгалтером та інструктором з вогнепальної зброї неповний робочий час. Він облишив бухгалтерський облік у 2013 та присвятив увесь свій час письменництву.

## Праці

### Серія Мисливець на монстрів
1. Monster Hunter International (ISBN 0-74144-456-9, Infinity Publishing, грудень 2007; перевидана, ISBN 978-1-43913-285-2, Baen Books, липень 2009)
2. Monster Hunter Vendetta (ISBN 1-43913-391-3, Baen Books, листопад 2010)
3. Monster Hunter Alpha (ISBN 1-43913-458-8, Baen Books, серпень 2011)
4. Monster Hunter Legion (ISBN 978-1-4516-3796-0, Baen Books, листопад 2012)
5. Monster Hunter Nemesis (ISBN 978-1476736556, Baen Books, липень 2014)
6. Monster Hunter Guardian (запланована, Baen Books)
7. Monster Hunter Omega (запланована, Baen Books)

- «Таня: Принцеса ельфів» (англ. "Tanya: Princess of the Elves") (коротке оповідання)[13]

### Хроніки ґрімнуару
- «Детройтське Різдво» (англ. Detroit Christmas) (приквел, коротке оповідання)[14]

1. Hard Magic (ISBN 1-43913-434-0, Baen Books, березень 2011)
2. Spellbound (ISBN 1-45163-775-6, Baen Books, листопад 2011)
3. Warbound (ISBN 978-1-4516-3908-7, Baen Books, серпень 2013)

- «Murder On The Orient Elite» (сиквел, коротке оповідання)
- «Tokyo Raider» (сиквел, коротке оповідання)

### Сиквел Dead Six
1. Dead Six (з Майком Купарі) (ISBN 1-45163-758-6, Baen Books, листопад 2011)
2. Swords of Exodus (з Майком Купарі) (ISBN 978-1-47673-611-2, Baen Books, листопад 2013)
3. Project Blue (з Майком Купарі) (запланована, Baen Books)

- «Sweothi City» (коротке оповідання) у Free Short Stories 2013

### Залізні королівства (англ.Iron Kingdoms)
- Інструменти війни (англ. Instruments of War) (лише електронна та аудіо книга, Skull Island Expeditions, квітень 2013)
- У шторм (англ. Into the Storm) (лише електронна та аудіо книга, Skull Island Expeditions, серпень 2013)
- Прикликаний до бою: том перший (англ. Called to Battle: Volume One) (разом із Ерік Скот де Бай (англ. Erik Scott de Bie), Орін Ґрей (англ. Orrin Grey), та Говард Тайлер (англ. Howard Tayler)) (лише електронна та аудіо книга, Privateer Press, вересень 2013)
- Iron Kingdom Excursions (численні книги, написані з різними авторами) (лише електронна та аудіо книга, Skull Island Expeditions, березень-листопад 2014)

### Сага про забутого воїна (англ.Saga of the Forgotten Warrior)
- Син чорного меча (англ. Son of the Black Sword) (ISBN 978-1-47678-086-3, Baen Books, листопад 2015)

### Інші
У додаток до своїх романів, Корея написав сатиричну Різдвяну історію, «The Christmas (Noun)», та її сиквели, «The Christmas (Noun) 2: The Nounening», «The Christmas (Noun) 3D: The Gritty Reboot». Він є автором кількох інших коротких оповідань, у тому числі й онлайн серій "Том Стренджер, міжвимірний страховий агент (англ. "Tom Stranger, Inter-dimensional Insurance Agent").